# شاي (إله)
شاي (يُكتب أيضًا ساي، وفي اليونانية Ψαις، پسايس أو Ψοις پسويس) هو تأليه لمفهوم القدر في الدين المصري القديم. ولكونه مفهومًا مجردا، دون سبب خاص لربطه بجنس معين، كان يُعتبر شاي أحيانًا أنثى، بدلاً من الفهم الأكثر شيوعًا بكونه ذكرًا، وفي هذه الحالة كان يُشار إليه باسم شاييت (وهو ببساطة الصيغة المؤنثة لذات الاسم). ويعكس اسمه وظيفته واختصاصه بين الآلهة، حيث يعني حرفيًا (ما هو مقدر)
.
بصفته إله القدر، كان يُقال إنه يحدد مدة حياة كل إنسان، وكذلك يحضر محاكمة روح المتوفى في الدوات. نتيجة لذلك، كان يُعتبر أحيانًا زوجًا لمسخنت، إلهة الولادة، أو، في العصور اللاحقة، لرننووتت، التي كانت تحدد الرن، وأصبحت تُعتبر إلهة للحظ السعيد. بسبب القوة المرتبطة بالمفهوم، قال إخناتون، عند تقديمه لعقيدته التوحيدية، إن شاي كان وصفًا لأتون، في حين ادعى رمسيس الثاني أنه سيد شاي (أي سيد القدر).
خلال مصر البطلمية، تم تعيين شاي، كإله القدر، مع الإله اليوناني أجاثوديمون، الذي كان إله التنبؤ بالحظ. وهكذا، نظرًا لأن أجاثوديمون كان يُعتبر أفعى، وكلمة شاي كانت أيضًا الكلمة المصرية للخنزير (ساي وليس شاي)، ففي الفترة الهلنستية، كان يُصوّر شاي أحيانًا كخنزير برأس أفعى، وهو التركيب المعروف لدى علماء المصريات باسم "حيوان شاي".